# Oskar Hammelsbeck
Oskar Hammelsbeck (* 22. Mai 1899 in Elberfeld (heute zu Wuppertal); † 14. Mai 1975 in Detmold) war ein deutscher Pädagoge.

## Leben
Hammelsbeck legte 1916 das Abitur in Saarbrücken ab und kämpfte anschließend als Kriegsfreiwilliger im Ersten Weltkrieg. 1919 begann er in Heidelberg ein Studium der Philosophie, Nationalökonomie, Soziologie, Geschichte und Kunstgeschichte, das er 1923 mit der Promotion in Nationalökonomie abschloss. 1926 gründete er die Volkshochschule Saarbrücken und leitete sie hauptamtlich bis zu ihrer Auflösung im Jahr 1933. Hier brachte er sich in die Arbeit des Hohenrodter Bundes ein. Von 1934 bis 1936 arbeitete er als Lehrer für Deutsch und Evangelische Religion. 
Ab 1936 arbeitete Hammelsbeck als Katechet für die Bekennende Kirche in Berlin, deren Leitung er von 1938 bis 1944 angehörte. Von 1946 bis 1959 war er Direktor der Pädagogischen Akademie Wuppertal und dort ab 1947 Professor der Erziehungswissenschaften, anschließend Vorsitzender des Arbeitskreises pädagogischer Hochschulen. 1962 übernahm er eine Professur an der Pädagogischen Hochschule in Hagen. Von 1946 bis 1971 (und damit weit über seine Pensionierung hinaus) versah Hammelsbeck die nebenamtliche Dozentur für Katechetik und Pädagogik an der Kirchlichen Hochschule Wuppertal.
Hammelsbeck versuchte, pädagogische und die damit verbundenen psychologischen und sozialwissenschaftlichen Fragen auf dem Boden der dialektischen Theologie neu zu überdenken und die Zusammenarbeit zwischen Evangelischer Theologie, Kirche und Schule zu intensivieren. Er nahm den Missionsgedanken besonders ernst: Das Heil war zu verkünden, die Menschen zu taufen und sie mussten befähigt werden, durchgehend evangelisch zu leben. Daraus leitete sich für ihn der Religionsunterricht ab. Helmuth Kittel nahm dies 1947 auf und entwickelte daraus das Programm der evangelischen Unterweisung, das in der Religionspädagogik bis weit in die 1960er Jahre vorherrschend blieb.
Aus der 1923 mit Waltraut Dittrich geschlossenen Ehe gingen vier Kinder hervor.
Ein Teil seines Nachlasses befindet sich im Archiv der Lippischen Landeskirche.

## Hauptwerke
- Der kirchliche Unterricht. Aufgabe – Umfang – Einheit. München 1939, 2. Auflage 1947
- Evangelisch-kirchliche Männerarbeit heute. „Der Rufer“ Evangelischer Verlag, Gütersloh 1947.
- Evangelische Lehre von der Erziehung. München 1950, 2. Auflage München 1958
- Glaube – Welt – Erziehung. (1955)
- Volksschule in evangelischer Verantwortung. (1962)
- Wie ist Erziehen noch möglich? (1975)